# NS 4800
De serie NS 4800 was een serie stoomlocomotieven die kort na de Tweede Wereldoorlog dienst gedaan hebben bij de Nederlandse Spoorwegen. Het waren van oorsprong Duitse locomotieven.
De NS serie 4801- 4824 behoren tot de serie DRB 57/10, deze zijn in dienst gekomen tussen 1910 en 1925. Het waren in 1910 de eerste goederentreinlocomotieven met vijf gekoppelde assen. Deze G10 locomotieven kregen dezelfde  ketels als de P8 serie. Er werden ruim 2500 stuks van deze serie gebouwd. 
Deze Duitse locomotieven hebben in Nederland niet veel gedaan. Ze waren gestationeerd bij de depots Groningen, Leeuwarden, Hengelo, Zwolle, Rietlanden, Zutphen en Arnhem. Behalve in Eindhoven zijn zij in het zuiden niet geweest. In Eindhoven waren zij wel weer zeer actief in de kolendienst.  
Bron: Stoomlocomotieven van de Nederlandse Spoorwegen. N.J. van Wijck Jurriaanse 